# ティモ・ラウティアイネン
ティモ・ラウティアイネン（Timo Rautiainen、1964年11月13日 - ）は、フィンランド・エスポー出身の元コ・ドライバーである。世界ラリー選手権 (WRC) チャンピオンマーカス・グロンホルムのコ・ドライバーとして知られる。

## 概要
友人に誘われてコ・ドライバーとして1988年のフィンランド・ジュニア選手権に参加したのがキャリア始まり。同年にはキャリアを共にすることになるグロンホルムと出会う。
ラウティアイネンはコンピュータ関連企業でエンジニアとして働いており、コ・ドライバーを始めた後も、1998年にプジョーとの契約が決まるまで勤めていた。
2007年にグロンホルムと共に引退。2009年のポルトガル、2010年、2019年のスウェーデンにグロンホルムがスポット参戦した際にコ・ドライバーを務めている。2020年、2021年にはアークティックラリーに参戦したバルテリ・ボッタスのコ・ドライバーも務めていた。
妻はグロンホルムの妹。